# 공성하
공성하(1992년 4월 16일 ~ )는 대한민국의 배우이다.

## 학력
- 중앙대학교 사진과

## 드라마
- 2021년 Netflix 드라마 《무브 투 헤븐: 나는 유품정리사입니다》- 간호사 역
- 2021년 tvN 토일드라마 《지리산》- 정수민 역(특별출연)
- 2022년 SBS 금토드라마 《악의 마음을 읽는 자들》- 최윤지 역
- 2023년 Netflix 드라마 《정신병동에도 아침이 와요》- 차민서 역
- 2024년 JTBC 토일드라마 《닥터 슬럼프》- 이홍란 역
- 2025년 SBS 화수드라마 《우리들의 초콜릿 순간》- 김현남 역

## 영화
- 2014년 《단발머리》
- 2017년 《특별시민》- 변캠프 미디어 2역
- 2018년 《보이지 않는 오렌지에 관한 시설》
- 2019년 《악인전》 - 분양회사 여직원 역
- 2020년 《복수의 방식》
- 2021년 《흔적》
- 2021년 《언프레임드》 - 예쁜 간호사 역
- 2022년 《첫번째 아이》 - 지현 역

## 수상
- 2022년 SBS 연기대상 여자부문 신인연기상 《악의 마음을 읽는 자들》